# Caph

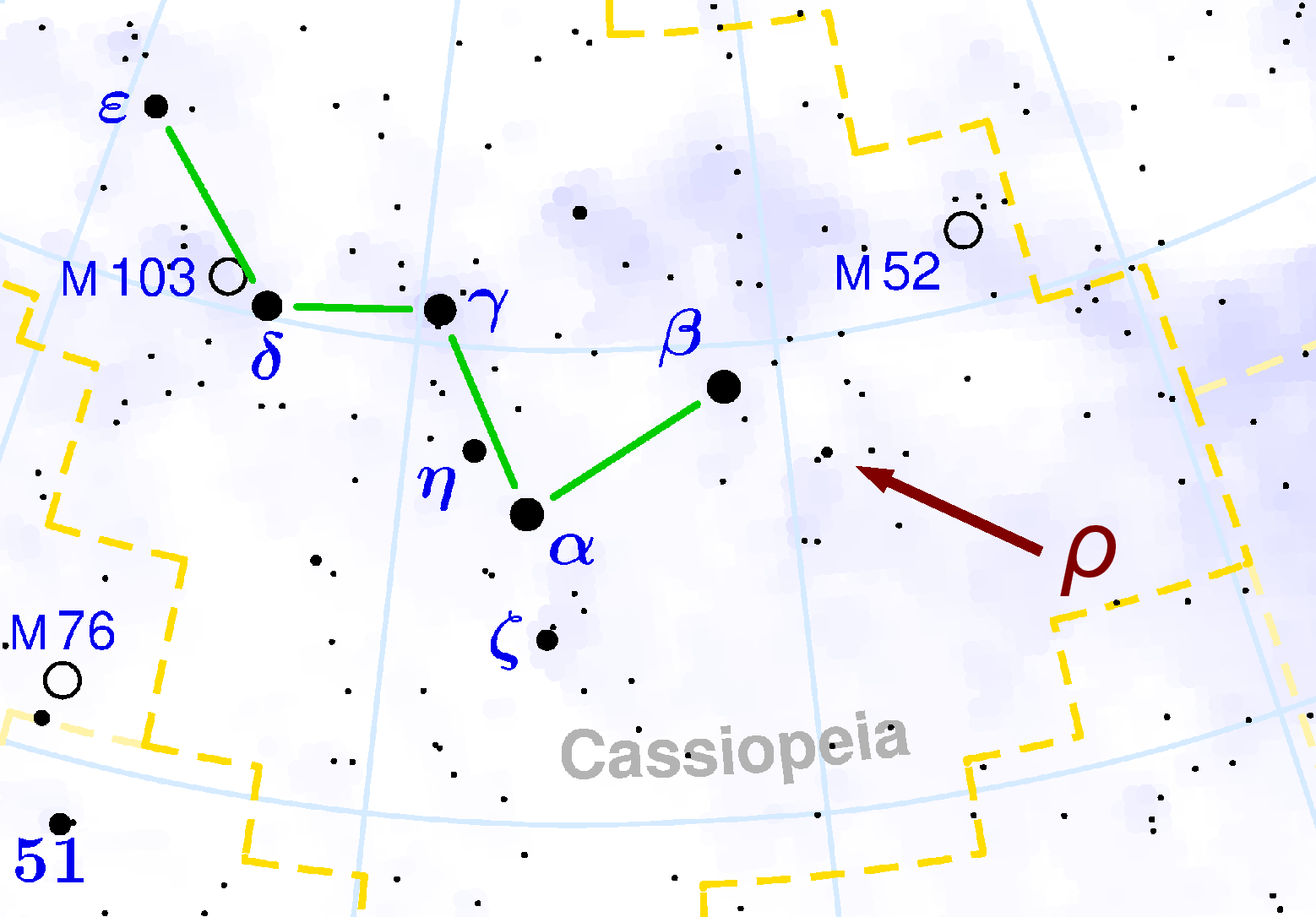
Caph a la seva constel·lació

Caph (β Cassiopeiae / β Cas / 11 Cassiopeiae) és una estrella a la constel·lació de Cassiopeia de magnitud aparent +2,28. Lleugerament menys brillant que Schedar (α Cassiopeiae), és la segona estrella més brillant d'aquesta constel·lació. Es troba a 54 anys llum de la Terra.

## Nom
El nom de Caph, escrit de vegades com Chaph o Kaffe, prové de la paraula  àrab كف KAF, "palmera". Al Tizini, astrònom àrab del segle xvi, va designar a l'estrella com Al Sanam l'Nakahara, "el gep del camell", en referència a una figura  persa de l'època.

## Característiques físiques
Caph està catalogada com una subgegant o  gegant de tipus espectral F2, no tant per la seva grandària (el seu diàmetre és només quatre vegades més gran que el del Sol), sinó perquè ha finalitzat la  fusió d'hidrogen abandonant la seqüència principal. Es troba en una etapa de molt curta durada dins de l'evolució estel·lar, en el diagrama de Hertzsprung-Russell se situa en l'anomenada "Llacuna de Hertzsprung", regió on a penes hi ha estrelles. Només passarà un 1% de la seva vida com a estrella (xifrada en uns pocs milers de milions d'anys) en aquesta fase evolutiva.
Amb una temperatura superficial de 6.700  K, és 28 vegades més lluminosa que el Sol. Té una  corona particularment feble, un halo de gas magnèticament calent que irradia raigs X, observats al voltant del Sol durant un eclipsi total. És una estrella variable Delta Scuti, la més brillant dins d'aquest tipus de  variables. La seva brillantor varia de magnitud +2,25 a +2,31 en un període de 2,5 hores.
Caph té una companya molt feble, de la qual res se sap, que l'òrbita cada 27 dies.